# Me and My Guitar
Me and My Guitar is de tweede single van de Belgische zanger Tom Dice. Het is afkomstig van zijn debuutalbum Teardrops, en tevens de Belgische inzending voor het Eurovisiesongfestival van 2010 in Oslo.
Zowel zanger als nummer werden intern gekozen door de VRT. Dice bracht het nummer gedurende de eerste halve finale van het festival, gehouden op 25 mei 2010. Hij behaalde voldoende punten en wist zich hiermee te plaatsen voor de finale op 29 mei. Hij strandde hier op de zesde positie; later werd bekend dat hij de eerste halve finale gewonnen had.
Het nummer was een nummer één hit in zijn thuisland en had na het Eurovisiesongfestival ook succes in het buitenland.

## Achtergrond

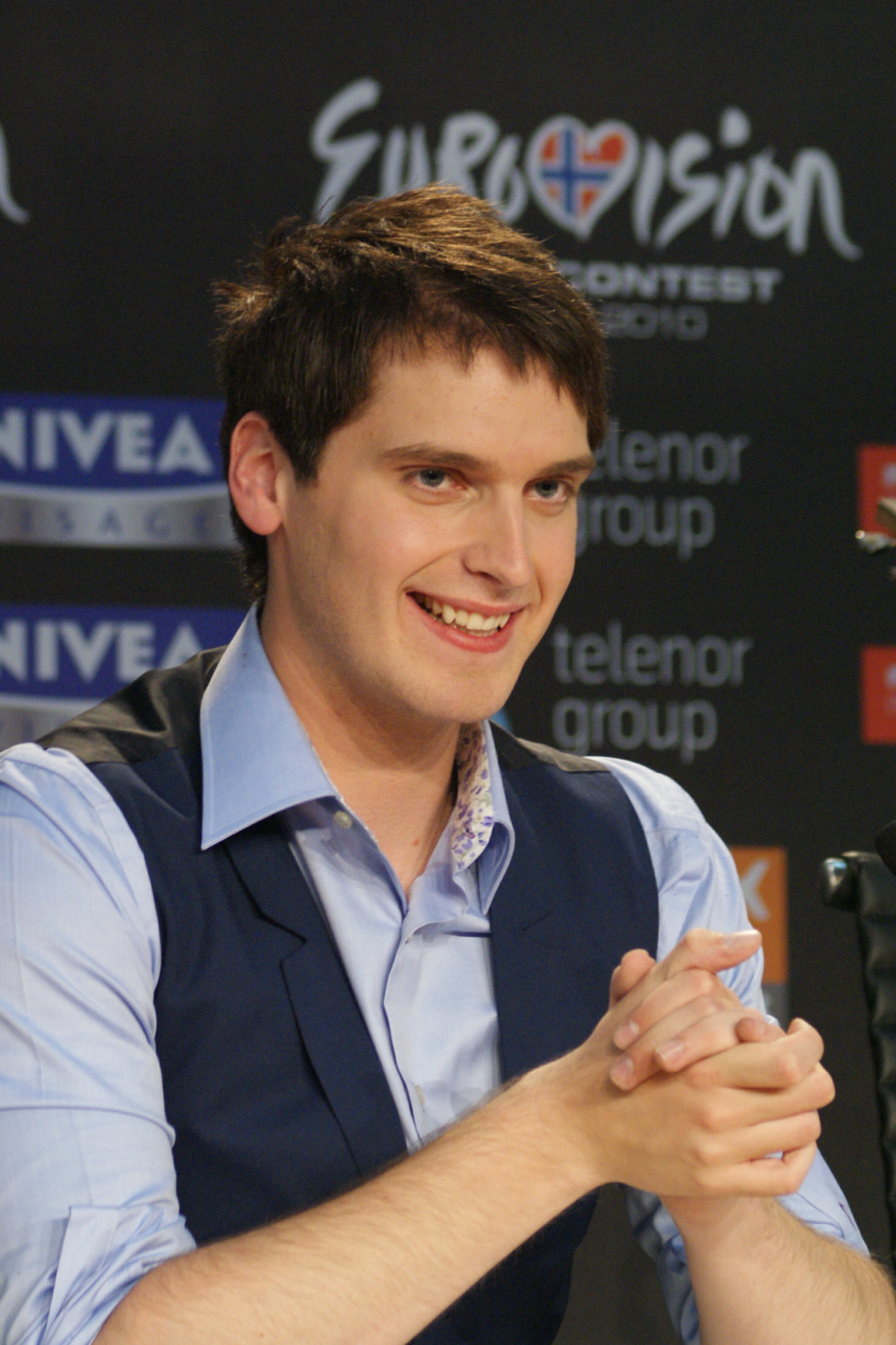
Tom Dice tijdens een persconferentie voor het Eurovisiesongfestival in Oslo.

### Productie
Tekst en compositie van Me and My Guitar werd geschreven door Dice zelf, in samenwerking met Jeroen Swinnen en Ashley Hicklin. Componist en tekstschrijver Jeroen Swinnen werd reeds vroeg betrokken in de zoektocht naar een geschikt nummer voor Dice. Hij contacteerde zijn "vaste schrijfmaat", singer-songwriter Ashley Hicklin, met de vraag of hij een samenwerking met Dice zag zitten. Opvallend is dat Hicklin op dat moment in Oslo zat; volgens Swinnen "móet dat een voorteken zijn". Na zijn werkzaamheden in de Noorse hoofdstad vloog Hicklin naar België voor een ontmoeting met Dice. Na een korte kennismaking speelde Swinnen "een riedeltje" op zijn gitaar dat volgens Dice erg leek op iets wat hij zelf al enkele dagen speelde. Vanuit de bestaande gitaarpartij werd het nummer langzaamaan opgebouwd; volgens Swinnen liet de tekst zich bijna vanzelf schrijven. Nadat het nummer afgerond was, speelde Dice het in één take in. Voor de demo werd het verder ingekleurd met onder meer piano, basgitaar en viool. Ook voor de uiteindelijke versie van het nummer werkte hij niet op de geijkte manier - eerst de instrumenten inspelen en dan de zang opnemen. Voor Me and My Guitar werd er eerst een opname gemaakt van Dice die zichzelf begeleidde op gitaar, daarna pasten de andere muzikanten hun spel aan op die opname. Volgens de componist geeft dat een "organisch en ongekunsteld gevoel" dat zorgt voor "die authentieke singersongwritertouch".

### Inhoud en stijl
Me and My Guitar is een mid-tempo gitaarsong met een sterk autobiografische tekst over Dice en zijn liefde voor muziek. In het nummer droomt hij als het ware hardop over een carrière in de muziekwereld. Zo zingt hij dat hij niet bang is om zijn dromen na te jagen, ook al zeggen mensen uit zijn omgeving dat hij moet oppassen dat hij zich er niet in verliest. Uit het nummer blijkt dat hij zelf soms ook weleens twijfelt of het hem wel zal lukken in de muziekwereld en of het niet beter is als hij een gewone baan neemt. Letterlijk: Maybe I should get a nine to five (Ned.: Misschien moet ik een baan van negen tot vijf nemen), waarna hij besluit dat hij het gewoon gaat proberen. In de regel And all of the stars will see / Just me and my guitar (Ned: En alle sterren zullen enkel mij en mijn gitaar zien) uit het refrein lijkt the stars te verwijzen naar de twaalf sterren in de vlag van Europa; dit kan gezien worden als hoop op erkenning vanuit Europa.
In tegenstelling tot eerdere inzendingen is het geen "spektakelnummer met toeters en bellen", maar een eenvoudig nummer gezongen door iemand met een goede stem. Volgens Mediawatchers valt het nummer op door zijn eenvoud en de zanger door zijn echtheid. "Het is geen product dat geproduceerd werd om op te vallen" en volgens deze website was dat de grootste troef voor het Songfestival. Songfestival-kenner André Vermeulen vond dat het liedje "een geloofwaardig verhaal vertelt, zonder al te veel poespas". Sergio voorspelde Me and My Guitar een betere toekomst dan Sister, waarmee hij zelf in 2002 op het Eurovisiesongfestival stond.

## Eurovisiesongfestival 2010

### Selectie en songkeuze
Op 25 november 2009 werd bekendgemaakt dat Eeckhout als Tom Dice België in 2010 zou gaan vertegenwoordigen op het Eurovisiesongfestival in Oslo. Hij werd door de VRT intern aangewezen als kandidaat na een selectieprocedure die was opgestart door een werkgroep van de openbare omroep. Als pluspunten werden genoemd zijn sterke en herkenbare stem, zijn ervaring met een muziekwedstrijd en het bespelen van de televisiecamera's. De keuze voor Dice werd met sterk verdeelde reacties uit de Vlaamse muziekwereld onthaald. Sommigen noemden Dice "volstrekt kansloos", een volgens de VRT nogal voorbarige conclusie aangezien Dice op dat moment nog geen noot gezongen had. Eerder was al duidelijk geworden dat de omroep een andere invulling zou gaan geven aan de nationale selectieprocedure voor het liedjesfestijn. De VRT besloot hiertoe vanwege de tegenvallende resultaten sinds de invoering van de structuur met halve finales in 2004.
Bij de eerste berichtgeving was nog niet duidelijk op welke manier het definitieve nummer zou worden gekozen, maar uiteindelijk werd intern beslist dat Dice met Me and My Guitar naar Oslo zou gaan. Volgens manager Maurice Engelen werd het nummer gekozen uit drie mogelijke songs. Zowel zanger als song werden op 7 maart 2010 voorgesteld aan het grote publiek in de liveshow Eurosong 2010: Een song voor Tom Dice. Gedurende de maanden voorafgaand aan deze show werd hij gecoacht door onder andere Marcel Vanthilt, Siska Schoeters, André Vermeulen, Peter Van de Veire en Sergio. In de show zong Dice naast Me and My Guitar ook zijn eerste single Bleeding Love en fragmenten uit Use Somebody (Kings of Leon), De Tegenpartij (Clouseau) en Like a Virgin (Madonna).

### Act en outfit
Tijdens de liveshow kreeg Dice een nieuwe outfit aangemeten. Hierop kwamen echter veel negatieve reacties. Dice liet weten dat hij en zijn styliste eraan gingen werken, maar dat de nieuwe outfit in dezelfde stijl zou zijn. Uiteindelijk kreeg hij een outfit van Scabal aangemeten. Deze outfit werd wel positief onthaald.
Hij kreeg op het Eurovisiesongfestival vanuit de coulissen steun van twee backingvocals, Jimmy Coleman en Mátyás Blanckaert. De act zal zonder dansers verder erg sober zijn. Tijdens zijn optredens zal Dice zichzelf begeleiden op gitaar. Hij kreeg van de burgemeester van zijn woonplaats Eeklo een nieuwe, blauw-wit gekleurde gitaar, waarvoor de zanger zelf de houtsoort mocht uitkiezen. Met deze gitaar stond hij op het podium tijdens het Songfestival.

### Verloop op het Songfestival

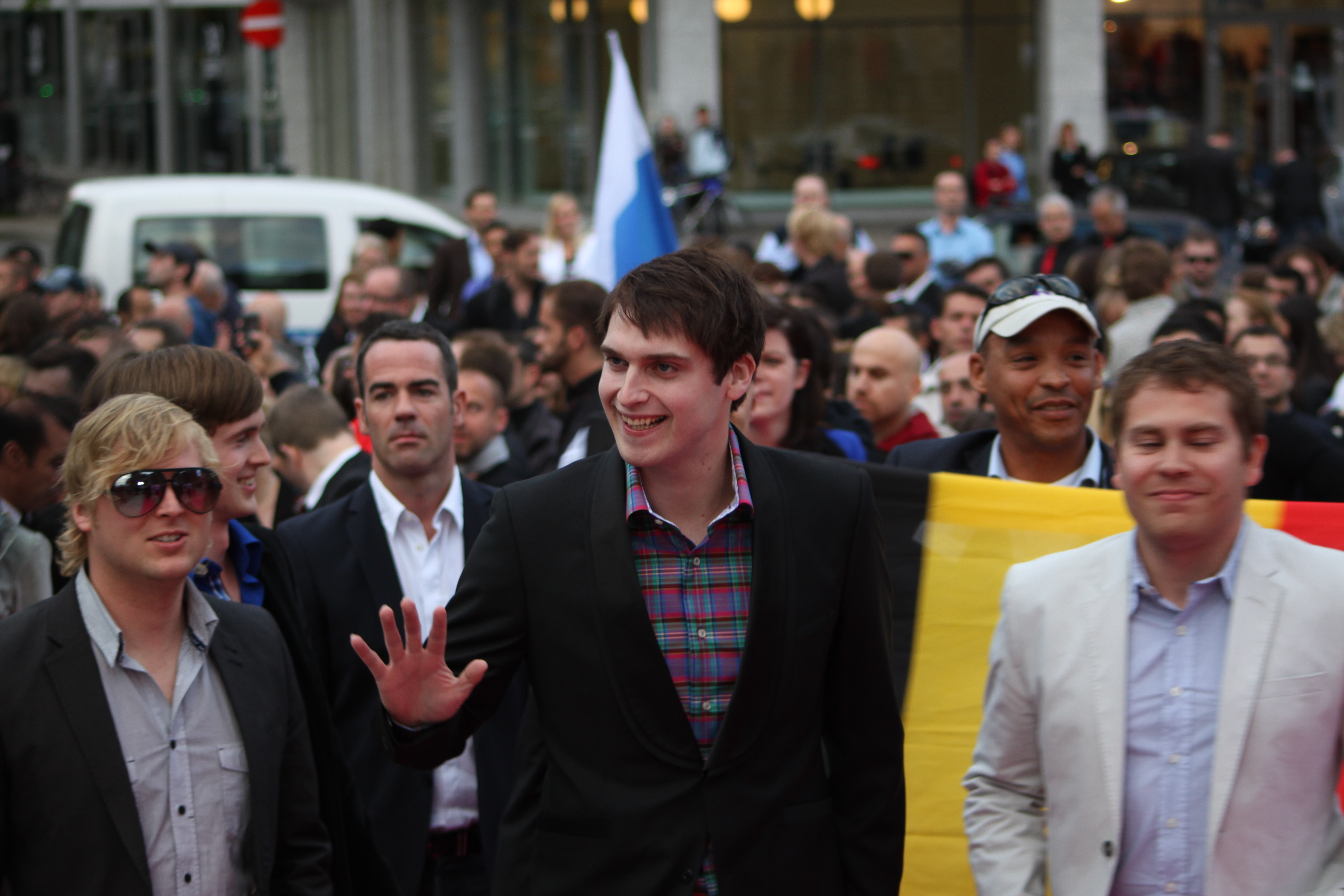
Dice (midden) en zijn twee achtergrondzangers, Mátyás Blanckaert (uiterst links) en Jimmy Colman (uiterst links) in Oslo.

Dice vertrok op 16 mei naar Oslo, om daar enkele dagen te repeteren. Eind maart werd bij een loting beslist dat Dice als tiende zou gaan optreden tijdens de eerste halve finale op 25 mei. Hij trad aan als tiende van de zeventien kandidaten, vlak na een korte pauze. Bookmakers voorspelden voor België in maart al een finaleplaats en noemden Me and My Guitar tevens als een van de grote kanshebbers voor de eindoverwinning. Deze voorspelling hield stand naarmate het festival naderde, al was Azerbeidzjan inmiddels favoriet voor de eindzege. Ook de buitenlandse pers was enthousiast en positief over Dice.
Tijdens de live-uitzending van de eerste halve finale werd Me and My Guitar met veel enthousiasme ontvangen door de zaal en, naar later bleek, ook door de televisiekijkers. Dice overleefde als eerste Belgische kandidaat sinds 2004 de halve finale-structuur van het Eurovisiesongfestival. Hiermee maakte de zanger een einde aan wat door de media "het Belgisch trauma" wordt genoemd. Vanuit de VRT kwamen positieve reacties, aangezien de zender met de nieuwe Eurosong-formule een naar nu blijkt succesvolle gok heeft genomen. Het doel was om de finale te bereiken en noemde eventueel succes in de finale "mooi meegenomen". Dice zelf vond zichzelf wat ambitieuzer en gaf aan het een domper te vinden als hij als laatste zou eindigen in de finale; hij noemde de top tien als zijn doel.
Er heerste even paniek toen Dice twee dagen voor de finale aangaf keelpijn te hebben; volgens de zanger had dit enkel invloed op zijn spreekstem. Dice trad in de finale aan als zevende van de vijfentwintig acts. Dice vocht het grootste gedeelte van de uitslag met Turkije, Roemenië en Duitsland om de eerste drie plaatsen, maar werd uiteindelijk zesde. Lena Meyer-Landrut won met Satellite en haalde hiermee het Eurovisiesongfestival 2011 naar haar thuisland. Desondanks werd Dice de beste Vlaming in de hele geschiedenis van het Eurovisiesongfestival. Overigens won Dice de eerste halve finale. Uit de uitgebreide resultaten bleek dat Dice zowel in de halve finale als de finale scoorde bij de jury. In de halve finale eindigde hij op een derde plaats door televoting en op de eerste plaats door de jurystemming. In de finale stond hij respectievelijk op de veertiende en de tweede plaats.

### Resultatenoverzicht
Halve finale
| Plaats | Land        | Artiest                   | Lied             | Punten |
| ------ | ----------- | ------------------------- | ---------------- | ------ |
| 1      | België      | Tom Dice                  | Me and My Guitar | 167    |
| 2      | Griekenland | Giorgos Alkaios & Friends | OPA              | 133    |
| 3      | IJsland     | Hera Björk                | Je ne sais quoi  | 123    |

Finale
| Plaats | Land         | Artiest         | Lied             | Punten |
| ------ | ------------ | --------------- | ---------------- | ------ |
| 5      | Azerbeidzjan | Safura Alizadeh | Drip drop        | 145    |
| 6      | België       | Tom Dice        | Me and My Guitar | 143    |
| 7      | Armenië      | Eva Rivas       | Apricot stone    | 141    |

## Verschijning en promotie

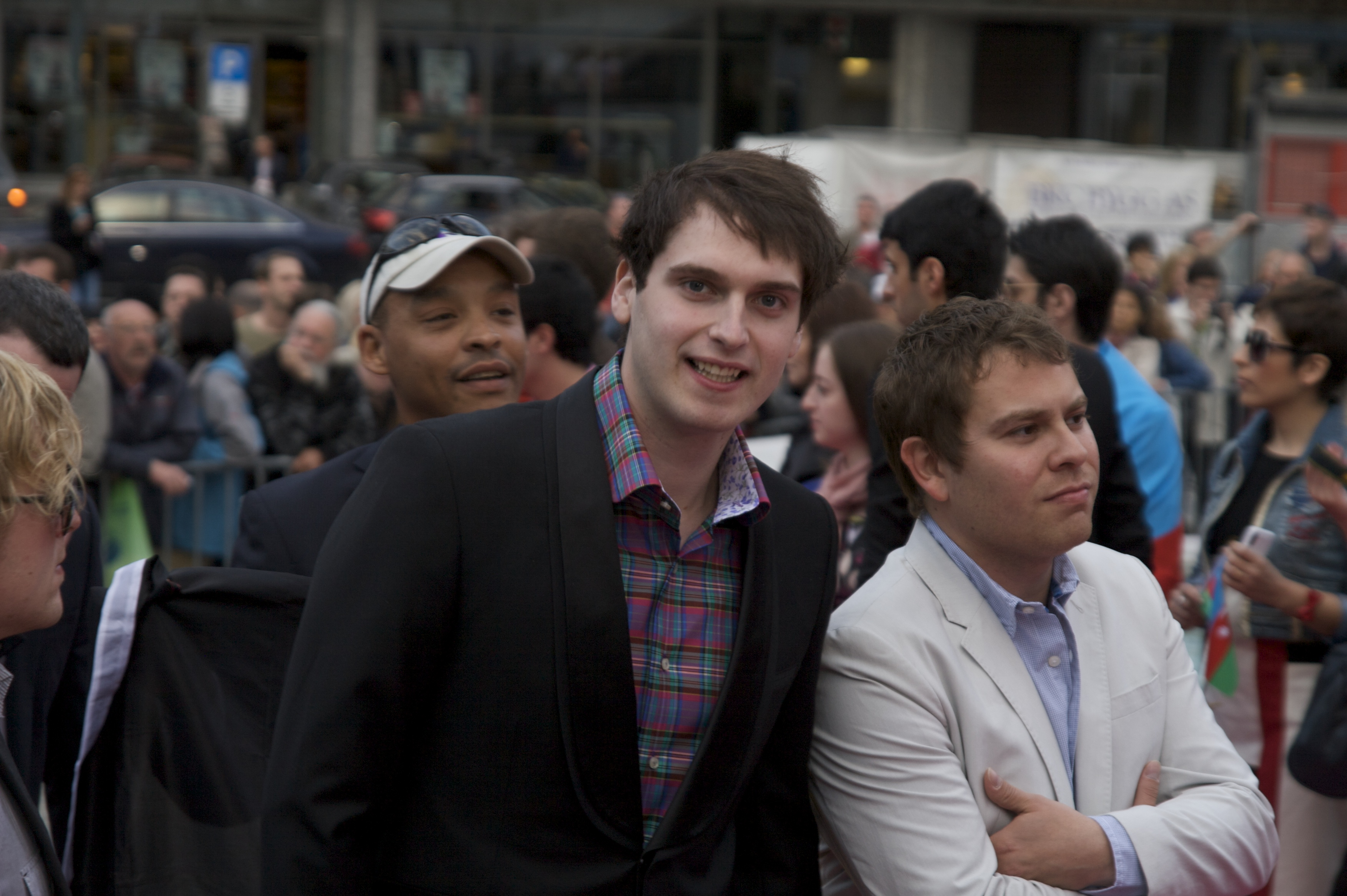
Dice op de Eurovision 2010 Welcoming Reception in Oslo.

Me and My Guitar werd op 13 maart uitgebracht als legale download en fysieke single. De bijbehorende videoclip werd opgenomen in Los Angeles.
Dice verscheen in diverse televisie- en radioprogramma's om zijn nummer ten gehore te brengen. Hij maakte onder meer zijn opwachting bij de Showcase van anne en in de Draaiende Studio van Q-music. De song werd tevens internationaal uitgebracht via iTunes. Dice verscheen op 13 maart in het programma X De Leeuw van Paul de Leeuw om zijn nummer ten gehore te brengen. De week na de uitzending verscheen Me and My Guitar in de Single Top 100. Hierop besloot het label SonicAngel in zee te gaan met CRN Entertainment om de fysieke single ook in Nederland uit te brengen. De verschijning werd voorzien voor 16 april. Dice was tevens te gast op Radio 2 en bij het ochtendprogramma van Giel Beelen op 3FM. Hier bracht hij naast Me and My Guitar ook een ander eigen nummer, Why, en een opmerkelijke cover van Lady Gaga's Bad Romance. Van zowel Beelen als de luisteraars van zijn programma kreeg Dice goede kritieken. Beelen liet weten Dice "té goed" te vinden voor het Eurovisiesongfestival. Hoewel Dice openstond voor buitenlandse optredens, werd er geen specifieke promotour gepland.

### Tracklist
iTunes Digitale Download
1. "Me and My Guitar" (T. Eeckhout, J. Swinnen, A. Hicklin) - 03:00
2. "Forbidden Love" (T. Eeckhout) - 3:46

Tracklist Single-cd
1. "Me and My Guitar (Radio Edit)" (T. Eeckhout, J. Swinnen, A. Hicklin) - 03:00
2. "Forbidden Love" (T. Eeckhout) - 3:46

### Hitlijsten
Vlaanderen
Me and My Guitar werd meteen opgepikt door diverse Belgische radiostations. Amper twee dagen na uitzending van de liveshow Eurosong 2010: Een song voor Tom Dice - en dus voor de officiële verschijning - kwam de song al binnen in de top 10 van de MNM 50. Een week na verschijnen stond het nummer in de toppositie van deze lijst. Het nummer kwam op 20 maart op de tweede positie de Vlaamse Ultratop 50 binnen. Een week later steeg het nummer door naar de toppositie. Na het Eurovisiesongfestival steeg het opnieuw naar de eerste plaats.
| Me and My Guitar in de Vlaamse Ultratop 50 - binnen: 20-03-2010; uit: 03-09-2010 | Me and My Guitar in de Vlaamse Ultratop 50 - binnen: 20-03-2010; uit: 03-09-2010 | Me and My Guitar in de Vlaamse Ultratop 50 - binnen: 20-03-2010; uit: 03-09-2010 | Me and My Guitar in de Vlaamse Ultratop 50 - binnen: 20-03-2010; uit: 03-09-2010 | Me and My Guitar in de Vlaamse Ultratop 50 - binnen: 20-03-2010; uit: 03-09-2010 | Me and My Guitar in de Vlaamse Ultratop 50 - binnen: 20-03-2010; uit: 03-09-2010 | Me and My Guitar in de Vlaamse Ultratop 50 - binnen: 20-03-2010; uit: 03-09-2010 | Me and My Guitar in de Vlaamse Ultratop 50 - binnen: 20-03-2010; uit: 03-09-2010 | Me and My Guitar in de Vlaamse Ultratop 50 - binnen: 20-03-2010; uit: 03-09-2010 | Me and My Guitar in de Vlaamse Ultratop 50 - binnen: 20-03-2010; uit: 03-09-2010 | Me and My Guitar in de Vlaamse Ultratop 50 - binnen: 20-03-2010; uit: 03-09-2010 | Me and My Guitar in de Vlaamse Ultratop 50 - binnen: 20-03-2010; uit: 03-09-2010 | Me and My Guitar in de Vlaamse Ultratop 50 - binnen: 20-03-2010; uit: 03-09-2010 | Me and My Guitar in de Vlaamse Ultratop 50 - binnen: 20-03-2010; uit: 03-09-2010 | Me and My Guitar in de Vlaamse Ultratop 50 - binnen: 20-03-2010; uit: 03-09-2010 | Me and My Guitar in de Vlaamse Ultratop 50 - binnen: 20-03-2010; uit: 03-09-2010 | Me and My Guitar in de Vlaamse Ultratop 50 - binnen: 20-03-2010; uit: 03-09-2010 | Me and My Guitar in de Vlaamse Ultratop 50 - binnen: 20-03-2010; uit: 03-09-2010 | Me and My Guitar in de Vlaamse Ultratop 50 - binnen: 20-03-2010; uit: 03-09-2010 | Me and My Guitar in de Vlaamse Ultratop 50 - binnen: 20-03-2010; uit: 03-09-2010 | Me and My Guitar in de Vlaamse Ultratop 50 - binnen: 20-03-2010; uit: 03-09-2010 | Me and My Guitar in de Vlaamse Ultratop 50 - binnen: 20-03-2010; uit: 03-09-2010 | Me and My Guitar in de Vlaamse Ultratop 50 - binnen: 20-03-2010; uit: 03-09-2010 | Me and My Guitar in de Vlaamse Ultratop 50 - binnen: 20-03-2010; uit: 03-09-2010 | Me and My Guitar in de Vlaamse Ultratop 50 - binnen: 20-03-2010; uit: 03-09-2010 | Me and My Guitar in de Vlaamse Ultratop 50 - binnen: 20-03-2010; uit: 03-09-2010 |
| Week                                                                             | 1                                                                                | 2                                                                                | 3                                                                                | 4                                                                                | 5                                                                                | 6                                                                                | 7                                                                                | 8                                                                                | 9                                                                                | 10                                                                               | 11                                                                               | 12                                                                               | 13                                                                               | 14                                                                               | 15                                                                               | 16                                                                               | 17                                                                               | 18                                                                               | 19                                                                               | 20                                                                               | 21                                                                               | 22                                                                               | 23                                                                               | 24                                                                               |                                                                                  |
| -------------------------------------------------------------------------------- | -------------------------------------------------------------------------------- | -------------------------------------------------------------------------------- | -------------------------------------------------------------------------------- | -------------------------------------------------------------------------------- | -------------------------------------------------------------------------------- | -------------------------------------------------------------------------------- | -------------------------------------------------------------------------------- | -------------------------------------------------------------------------------- | -------------------------------------------------------------------------------- | -------------------------------------------------------------------------------- | -------------------------------------------------------------------------------- | -------------------------------------------------------------------------------- | -------------------------------------------------------------------------------- | -------------------------------------------------------------------------------- | -------------------------------------------------------------------------------- | -------------------------------------------------------------------------------- | -------------------------------------------------------------------------------- | -------------------------------------------------------------------------------- | -------------------------------------------------------------------------------- | -------------------------------------------------------------------------------- | -------------------------------------------------------------------------------- | -------------------------------------------------------------------------------- | -------------------------------------------------------------------------------- | -------------------------------------------------------------------------------- | -------------------------------------------------------------------------------- |
| Nummer                                                                           | 2                                                                                | 1                                                                                | 3                                                                                | 5                                                                                | 10                                                                               | 18                                                                               | 18                                                                               | 20                                                                               | 19                                                                               | 19                                                                               | 20                                                                               | 1                                                                                | 1                                                                                | 4                                                                                | 5                                                                                | 7                                                                                | 9                                                                                | 11                                                                               | 16                                                                               | 18                                                                               | 30                                                                               | 22                                                                               | 32                                                                               | 46                                                                               | uit                                                                              |

Dice ontving een gouden plaat voor Me and My Guitar.
Overige en buitenlandse lijsten
Ook in Wallonië deed het nummer het goed, zij het wat minder dan in Vlaanderen. Opvallend: Me and My Guitar kwam op 20 maart op plaats 85 in de Nederlandse Single Top 100 terecht. Dit is vermoedelijk een gevolg van zijn optreden in het programma X De Leeuw op 13 maart, een van de weinige buitenlandse optredens ter promotie van het nummer. Wel wordt het nummer internationaal uitgebracht via iTunes. Na het Eurovisiesongfestival werd het door meerdere landen opgepikt.
| Lijst (land)                                            | Datum binnenkomst | Hoogste positie | Totaal | Bron          |
| ------------------------------------------------------- | ----------------- | --------------- | ------ | ------------- |
| Ultratop 40 (Wallonië, België)                          | 20 maart 2010     | 18 (1 wk)       | 3 wk   | [ 56 ]        |
| Ultratop 40 (Wallonië, België)                          | 5 juni 2010       | 1 (2 wk)        | 11 wk  | [ 56 ]        |
| Single Top 100 (Nederland)                              | 20 maart 2010     | 85 (1 wk)       | 1 wk   | [ 57 ]        |
| Single Top 100 (Nederland)                              | 29 mei 2010       | 30 (1 wk)       | 6 wk   | [ 57 ]        |
| Media Control Charts, Singles Top 100 (Duitsland)       | 18 juni 2010      | 20 (1 wk)       | 11 wk  | [ 58 ] [ 59 ] |
| Sverigetopplistan, Top 60 Singles (Zweden)              | 4 juni 2010       | 24 (1 wk)       | 2 wk   | [ 58 ] [ 60 ] |
| Tracklisten Top 40 (Denemarken)                         | 4 juni 2010       | 39 (1 wk)       | 2 wk   | [ 58 ] [ 61 ] |
| Swiss Music Charts, Singles Top 75 (Zwitserland)        | 13 juni 2010      | 32 (1 wk)       | 1 wk   | [ 58 ] [ 62 ] |
| Irish Singles Chart, Singles Top 50 (Ierland)           | 3 juni 2010       | 20 (1 wk)       | 1 wk   | [ 58 ] [ 63 ] |
| UK Singles Chart, Singles Top 100 (Verenigd Koninkrijk) | ?                 | 85 (?)          | ?      | [ 64 ]        |
| Luxemburg                                               | ?                 | 7 (?)           | ?      |               |
| European Hot 100 Singles                                | ?                 | 27 (?)          | ?      |               |